# سن-پیر، رئونیون
شهر سن-پیِر (به فرانسوی: Saint-Pierre) در شهرستان رئونیون در ناحیه رئونیون با جمعیت ۷۴٬۴۸۰ نفر در کشور فرانسه واقع شده‌است